# ふたりのJ・T・リロイ ベストセラー作家の裏の裏
『ふたりのJ・T・リロイ ベストセラー作家の裏の裏』（ふたりのJTリロイ ベストセラーさっかのうらのうら、JT LeRoy）は2018年のアメリカ合衆国・イギリス・カナダのドラマ映画。監督はジャスティン・ケリー、出演はローラ・ダーンとクリステン・スチュワートなど。衝撃的な内容の自伝的小説で人気ベストセラー作家となった美少年J・T・リロイが実は2人の女性が作り上げた架空の作家だったというスキャンダルを、J・T・リロイの容姿を演じていた女性サヴァンナ・クヌープが2007年に発表した回顧録『Girl Boy Girl: How I Became JT Leroy』を原作として描いている。クヌープ本人が監督のケリーとともに脚本を執筆している。

## ストーリー
1999年、ローラ・アルバートはJ・T・リロイのペンネームで『サラ、神に背いた少年』を書き上げたが、あろうことか「著者の実体験に基づいた小説」と偽って発表した。同作でリロイは「ウェストバージニア州出身の18歳で、母親に強制されて男娼になった人物」として描写された。リロイの過酷な体験は多くの人々の心を打ち、アルバートの小説は一躍ベストセラーとなった。ところが、事ここに至り大きな問題が発生した。マスメディアがリロイ本人に取材したいと言い出したのである。対応を迫られたアルバートは義理の妹、サヴァンナにリロイを演じてもらうことにした。サヴァンナは金髪のカツラとサングラスを身につけ、公の場に姿を現した。その神秘的な風貌を目にした人々はリロイに一層魅了されることになる。
本作はJ・T・リロイの捏造が露見するまでの6年間を描き出していく。

## キャスト
- ローラ・アルバート: ローラ・ダーン - 作家。
- サヴァンナ・クヌープ（英語版）/J・T・リロイ: クリステン・スチュワート - ウエイトレス。両性愛者。
- エヴァ: ダイアン・クルーガー - 女優で映画監督。リロイに心酔している。
- ジェフリー・クヌープ: ジム・スタージェス - ローラのパートナー。サヴァンナの実兄。ミュージシャン。
- ショーン: ケルヴィン・ハリソン・Jr - サヴァンナの異性の恋人。
- サーシャ: コートニー・ラヴ
- ベン: ジェームズ・ジャガー

## 製作
2016年2月9日、サヴァンナ・クヌープの回顧録『Girl Boy Girl: How I Became JT Leroy』の映画化に際して、クリステン・スチュワート、ヘレナ・ボナム・カーター、ジェームズ・フランコが起用されたと報じられた。2017年3月22日、ローラ・ダーンが本作の出演交渉に臨んでいるとの報道があった。5月16日、ダイアン・クルーガーがキャスト入りした。23日、ジム・スタージェスが本作に出演することになったと報じられた。8月1日、ケルヴィン・ハリソン・Jr、コートニー・ラヴ、ジェームズ・ジャガーの出演が決まったとの報道があった。
本作の主要撮影は2017年8月にカナダで行われた。

## 公開
2018年9月15日、本作は第43回トロント国際映画祭でプレミア上映された。12月14日、ユニバーサル・ピクチャーズが本作の全米配給権を購入したと報じられた。

## 評価
本作に対する批評家からの評価は平凡なものに留まっている。映画批評集積サイトのRotten Tomatoesには81件のレビューがあり、批評家支持率は54%、平均点は10点満点で6.02点となっている。サイト側による批評家の見解の要約は「ストーリーと主題をもっと掘り下げて欲しかったと思う観客が出るかもしれないが、『ふたりのJ・T・リロイ ベストセラー作家の裏の裏』は驚異的な実話を面白くドラマ化している。」となっている。また、Metacriticには23件のレビューがあり、加重平均値は53/100となっている。